# Pinillos (Colômbia)

Localização do município de Pinillos,no departamento de Bolívar

Pinillos é um município da Colômbia no departamento de Bolívar.